# 喬克爾利亞鄉 (雅洛米察縣)
45°9′N 26°53′E / 45.150°N 26.883°E
喬克爾利亞鄉（羅馬尼亞語：Comuna Ciocârlia, Ialomița），是羅馬尼亞的鄉份，位於該國南部，由雅洛米察縣負責管轄，面積13平方公里，海拔高度58米，2007年人口813，人口密度每平方公里63人。